# Måbøtunneln

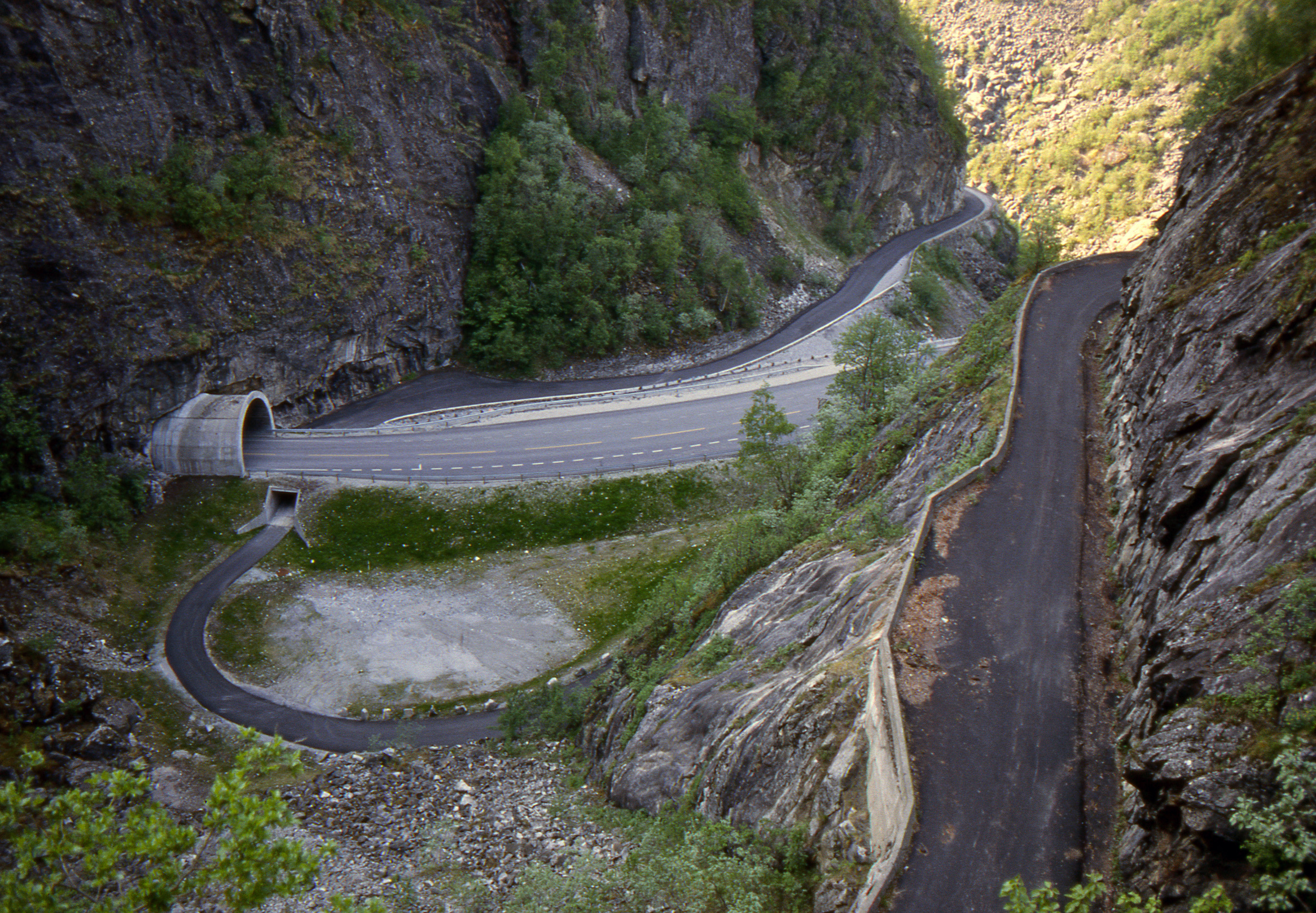
Måbøtunnelns östra (övre) infart/utfart. På bilden syns också en del av den gamla vägen.

Måbøtunneln (norska Måbøtunnelen) är en 1 893 meter lång tunnel på Riksväg 7 i Eidfjords kommun i Vestland fylke i västra Norge. Den är den längsta av de fyra tunnlarna i Måbødalen. Den öppnades 1984 och invigdes tillsammans med de andra tunnlarna 1986. Väg- och tunnelanläggningen ersatte den smala och osäkra vägen i Måbødalen, som anlagts 1916.
Den gamla vägen genom Måbødalen är bevarad som gång- och cykelväg, och har upptagits i Nasjonal verneplan for veger, bruer och vegrelaterte kulturminner. Den 21 december 2009 blev Måbødalen och 39 andra vägar kulturskyddade av  Riksantikvarien.

## Måbødalolyckan
Den 15 augusti 1988 fick en buss med skolbarn och föräldrar från Kista i Stockholm fel på bromsarna i Måbøtunneln och körde in i bergväggen. 16 människor omkom, varav 12 skolbarn i 11/12-årsåldern.